# Dynamine aurea
Dynamine aurea är en fjärilsart som beskrevs av Jose Francisco Zikán 1937. Dynamine aurea ingår i släktet Dynamine och familjen praktfjärilar. Inga underarter finns listade i Catalogue of Life.